# Vittorio Stagni
Vittorio Stagni, all'anagrafe Vittorio Cazzulli (Milano, 17 dicembre 1937), è un attore, doppiatore e direttore del doppiaggio italiano.

## Biografia
Figlio dell'attore e amministratore teatrale Ferruccio "Vittorino" Stagni, studia recitazione con Pietro Sharoff e Lee Strasberg e segue corsi di mimo con Jacques Lecoq e Giancarlo Cobelli, oltre a prepararsi come pagliaccio e acrobata con il Circo Orfei.
Debutta, ancora bambino, sia come attore che come doppiatore e lavora a teatro con diverse compagnie, venendo diretto fra gli altri da Luchino Visconti, che lo lancia nel mondo del teatro quando Stagni ha appena 7 anni; seguiranno spettacoli per la regia di Aldo Trionfo, Virginio Puecher, Franco Enriquez, Orazio Costa, Vittorio Gassman, Gigi Proietti, Giancarlo Sbragia e Giorgio Albertazzi, oltre che degli stessi Sharoff e Cobelli. Come doppiatore partecipa alle edizioni italiane di numerosi classici Disney e in seguito diviene la voce italiana ricorrente dell'attore Rick Moranis; doppia inoltre Warwick Davis, nel ruolo di Filius Vitious, nella saga cinematografica di Harry Potter e nella serie animata Due fantagenitori dà voce a diversi personaggi, fra cui uno degli antagonisti, il professor Denzel Crocker, oltre a dirigerne il doppiaggio. Ha doppiato anche delle attrici,
quali Anne Ramsey ne I Goonies e Linda Hunt in Un anno vissuto pericolosamente, nonché l'attore italiano Alvaro Vitali in molti suoi ruoli degli anni settanta; in una di tali pellicole, La compagna di banco, recita egli stesso al fianco di Vitali. Nel 2001 è inoltre stato protagonista del film The House of Chicken di Pietro Sussi.
Alla carriera d'attore e doppiatore Stagni affianca quella di musicista e compositore: dopo aver cantato, ancora bambino, al matrimonio di Tyrone Power e Linda Christian, scrive e spesso dirige o esegue le musiche di scena di spettacoli a cui, spesso, prende parte anche come attore, nonché colonne sonore di prodotti cinematografici e televisivi e brani destinati al mercato discografico. Ha ottenuto riconoscimenti sia come attore e doppiatore che come compositore di colonne sonore e musiche di scena.
È marito della doppiatrice Lorenza Biella, con cui ha avuto la figlia Ilaria Stagni, anch'ella doppiatrice. È nonno del doppiatore e cantautore Jacopo Castagna, figlio di Ilaria, e di Alessandro Sussi, nato dal secondo matrimonio della figlia, e doppiatore agli esordi.

## Teatro
- Vita col padre di Howard Lindsay e Russel Crouse, da Clarence Day, regia di Luchino Visconti (1947)
- Euridice di Jean Anouilh, regia di Luchino Visconti (1947)
- Cesare e Cleopatra di George Bernard Shaw, regia di Franco Enriquez, musiche di Fiorenzo Carpi, scenografie e costumi di Veniero Colasanti, con Renzo Rizzi ed Eva Magni, Gran Teatro La Fenice di Venezia (1952)[4]
- Zio Vania di Anton Čechov, regia di Luchino Visconti (1955)
- L'impresario delle Smirne di Carlo Goldoni, regia di Luchino Visconti (1957)
- Uno sguardo dal ponte di Arthur Miller, regia di Luchino Visconti (1958)
- Un mese in campagna, regia di Pietro Sharoff
- Intrighi d’amore, regia di Guido Salvini
- Sogno di una notte di mezza estate, regia di Brissoni
- Androceo e il leone, regia di Mario Ferrero
- Capitano dopo Dio, Patatine di contorno, gli equivoci di una notte teatro stabile di Milano
- Don Giovanni involontario, testo e regia di Giorgio Albertazzi[5]
- Giulietta e Romeo, regia di Orazio Costa
- Efigenia in Aulide, regia di Orazio Costa (Siracusa)[5]
- Morte di Danton, regia di Virginio Puecher[5]
- Operetta di Witold Gombrowicz, regia di Antonio Calenda, Teatro Stabile d'Abruzzo (1969)[6]
- Coriolano di William Shakespeare, regia di Antonio Calenda, con Gigi Proietti, Teatro Stabile d'Abruzzo (1969)[7]
- Otello di Willam Shakespeare, regia e scenografie di Virginio Puecher, musiche di Giancarlo Sbragia (1970)[8]
- Vita e morte di Re Giovanni di William Shakespeare, regia di Aldo Trionfo, scene di Emanuele Luzzati, colonna sonora di Aldo Trionfo con effetti musicali di Vittorio Stagni e la partecipazione dei Piccoli Cantori del TST diretti da Roberto Goitre, prima il 12 ottobre 1973 al Teatro Regio di Torino.[9]
- Nemico di sé stesso di Terenzio, musiche originali di Vittorio Stagni, regia di Nino Mangano (1975)[10]
- Atto senza parole di Samuel Beckett, regia di Giancarlo Sepe (1981)[11]

## Filmografia

### Attore

#### Cinema
- Clandestino a Trieste, regia di Guido Salvini (1951)
- La domenica della buona gente, regia di Anton Giulio Majano (1953)
- Commissariato di notturna, regia di Guido Leoni (1974)
- Squadra antifurto, regia di Bruno Corbucci (1976)
- La compagna di banco, regia di Mariano Laurenti (1977)
- Antonio Gramsci - I giorni del carcere, regia di Lino Del Fra (1977)
- Evelina e i suoi figli, regia di Livia Giampalmo (1990)
- The House of Chicken, regia di Pietro Sussi (2001)

#### Televisione
- Il caso Maurizius - miniserie TV, prima puntata, regia di Anton Giulio Majano (1961)
- Il cappello nero - serie TV, episodio 1x5, regia di Pietro Nelli (1967)
- Caravaggio - sceneggiato televisivo, terza puntata, regia di Silverio Blasi (1967)
- Il circolo Pickwick - serie TV, 3 episodi, regia di Ugo Gregoretti (1968)
- Addio giovinezza! - film TV, regia di Antonello Falqui (1968)
- La pietra di Luna - miniserie TV, regia di Anton Giulio Majano (1972)
- Anna Kuliscioff - miniserie TV, prime due puntate, regia di Roberto Guicciardini (1982)
- Una donna per amico - sceneggiato televisivo, episodio 5, regia di Rossella Izzo (1998)

#### Prosa televisiva Rai
- Amleto di William Shakespeare, regia di Vittorio Gassman e Claudio Fino, trasmessa il 1º novembre 1955.
- Quella di Cesare Giulio Viola, regia di Guglielmo Morandi, trasmessa il 6 dicembre 1957.
- Chirurgia estetica di Vincenzo Tieri, regia di Guglielmo Morandi, trasmessa il 29 agosto 1958.
- La trincea, regia di Vittorio Cottafavi, trasmessa il 4 novembre 1961.
- Abele, ovvero, molti si chiamano Caino, regia di Giuseppe Di Martino, trasmessa il 19 marzo 1962.
- Donna Rosita nubile di Federico Garcia Lorca, regia di Mario Ferrero, trasmessa il 19 ottobre 1965.
- Il potere e la gloria di Graham Greene, regia di Mario Ferrero, trasmessa il 2 aprile 1965.
- La duchessa di Urbino di Lope de Vega, regia di Ruggero Jacobbi e Sergio Velitti, trasmessa il 10 dicembre 1967.
- Edipo re di Sofocle, regia di Vittorio Gassman, trasmesso il 14 e il 15 aprile 1977.
- Romeo e Giulietta di William Shakespeare, regia di Orazio Costa Giovangigli e Sirio Marcellini, trasmessa il 3 gennaio 1978.
- Il mercante di Venezia di William Shakespeare, regia di Gianfranco de Bosio, trasmessa il 23 e il 24 marzo 1979.

### Autore delle musiche
- ...e si salvò solo l'Aretino Pietro, con una mano davanti e l'altra dietro..., regia di Silvio Amadio (1972)
- Le mille e una notte... e un'altra ancora!, regia di Enrico Bomba (1972)

## Prosa radiofonica Rai
- Perduto nelle stelle, musical di Maxwell Anderson e Kurt Weill, regia di Anton Giulio Majano, trasmessa il 19 giugno 1953.[12]
- I fiori tu non devi coglierli, di Tyrone Guthrie, regia di Anton Giulio Majano (1953)
- Amleto di William Shakespeare, regia di Luigi Squarzina, con Vittorio Gassman (1954)[13]
- Vita col padre, di Lindsay e Crouse, regia di Marco Visconti, trasmessa il 10 ottobre 1955
- Il ragazzo di Maurice Level e Jean Josè Frappa, regia di Umberto Benedetto (1955)[14]

## Doppiaggio

### Cinema
- Alvaro Vitali in La poliziotta, Due cuori, una cappella, La poliziotta fa carriera, La professoressa di scienze naturali, Taxi Girl, Classe mista, La compagna di banco, La dottoressa sotto il lenzuolo, Uomini si nasce poliziotti si muore
- Rick Moranis in Balle spaziali, Tesoro, mi si sono ristretti i ragazzi, Tesoro, mi si è allargato il ragazzino, Tesoro, ci siamo ristretti anche noi, I Flintstones, Duca si nasce!
- Wallace Shawn in All That Jazz - Lo spettacolo continua, Martin il marziano, I bostoniani, Giù le mani da mia figlia!, La casa dei fantasmi, Southland Tales - Così finisce il mondo
- Warwick Davis in Harry Potter e la pietra filosofale,  Harry Potter e il calice di fuoco, Harry Potter e l'Ordine della Fenice, Harry Potter e il principe mezzosangue, Harry Potter e i Doni della Morte - Parte 2
- Steve Buscemi in Sol levante, Un weekend da bamboccioni, Un weekend da bamboccioni 2
- Wayne Knight in JFK - Un caso ancora aperto, Jurassic Park
- Martin Short in Salto nel buio, Ma chi me l'ha fatto fare!
- Anne Ramsey ne I Goonies, Getta la mamma dal treno
- George Takei in Rotta verso la Terra, Star Trek V - L'ultima frontiera
- Tony Shalhoub in Men in Black, Men in Black II
- Michael J. Pollard in Gangster Story, Tango & Cash
- Burt Kwouk in La Pantera Rosa colpisce ancora, La Pantera Rosa sfida l'ispettore Clouseau
- Steve Zahn in Stuart Little - Un topolino in gamba, Stuart Little 2
- Al Breneman in A qualcuno piace caldo
- Benjamin Lev in Serafino
- Walter Koenig in Star Trek
- Kim Chan in Squadra antigangsters
- Giovanni Lombardo Radice in Paura nella città dei morti viventi
- Linda Hunt in Un anno vissuto pericolosamente
- Joseph Thiaka in La mia Africa
- Donald Fullilove in Ritorno al futuro
- John Candy in Pazzi da legare
- Fabrice Luchini in Consiglio di famiglia
- Charles Fleischer in Ritorno al futuro - Parte II
- Gilbert Gottfried in Senti chi parla 2
- Paul Decker in Vento di passioni
- Chris Bauer ne L'avvocato del diavolo
- Chip Zien in Howard e il destino del mondo
- Antonio Vargas in Mission: Impossible 2
- Tom Arnold in Amici x la morte
- Stephen Baldwin in Nato il quattro luglio
- Fred Mata in Bella, pazza e pericolosa
- John Pinette in The Punisher
- Austin Pendleton in Fuga dal Natale
- Grady Sutton in Una donna vivace (ridoppiaggio)
- Tracy Morgan in Io, lei e i suoi bambini
- Mark Povinelli in Come l'acqua per gli elefanti
- Bill Minkin in Taxi Driver

### Film d'animazione
- Ciambellano ne L'incantesimo del lago[15] e L'incantesimo del lago 2 - Il segreto del castello
- Paperino e Smarty la faina in Chi ha incastrato Roger Rabbit
- Fiore da giovane in Bambi (ed. 1948)
- Skinny in Dumbo - L'elefante volante
- Toperchio in Alice nel Paese delle Meraviglie
- Topolino in Fantasia (ed. 1973)[16]
- Giac in Cenerentola (ed. 1967, solo alcune battute)[17]
- Fratel Coniglietto ne I racconti dello zio Tom (ed. 1973)
- Crapula ne La meravigliosa, stupenda storia di Carlotta e del porcellino Wilbur
- Pipolo ne Il nano e la strega
- Quintilio ne La collina dei conigli
- Cuore Nero ne Gli orsetti del cuore 2 - La nuova generazione
- Firey in Labyrinth - Dove tutto è possibile
- Polly in I Muppet nell'isola del tesoro
- Selvaggia in Biancaneve - E vissero felici e contenti
- Strazio in Eddy e la banda del sole luminoso
- T.R. Chula in Fievel conquista il West
- Rocko in Hubie all'inseguimento della pietra verde
- Ascia ne La bella e la bestia - Un magico Natale
- Little Boy in Spriggan
- Clyde Donovan in South Park - Il film: più grosso, più lungo & tutto intero
- Onus ne Il pianeta del tesoro
- Steve in Scooby-Doo e gli invasori alieni
- Bill in Alla ricerca di Nemo
- Alvaro ne L'apetta Giulia e la signora Vita
- Lucky Jack in Mucche alla riscossa
- Gohei in Sword of the Stranger - Spada senza imperatore
- Monty in Stuart Little 3 - Un topolino nella foresta
- Vecchio Fiuto in Red e Toby 2 - Nemiciamici
- il Porcospino in Bambi 2 - Bambi e il Grande Principe della foresta
- Grillo Parlante in Bentornato Pinocchio
- Professor Kipple in Planet 51

### Serie televisive
- David Rappaport ne Il mago
- Sal Jenco ne I quattro della scuola di polizia
- Than Wyenn in Zorro (2ª edizione 1992)
- Luciano Travaglino ne Il commissario Cordier
- Abraham Benrubi in Parker Lewis
- Michael Cudlitz in Band of Brothers - Fratelli al fronte
- Steve Buscemi in Colomba solitaria
- Matt Frewer ne L'ombra dello scorpione
- Patrick Kerr in Frasier
- Carlo Imperato in Saranno famosi
- Reg Evans ne La saga dei McGregor
- Walter Kirk Stratton Jr. in Tequila e Bonetti
- Alex Pinter in Ocean Girl

### Serie animate
- Matteo Babbeo in Mucca e Pollo e Io sono Donato Fidato
- Denzel Crocker (st. 1-ep. 10.5), Ginocchio di Bronzo, Dott. Bender (1ª voce), Cupido[18] e vari personaggi in Due fantagenitori[19]
- Percival, Brucaliffo, Huck Finn e Civetta Perché ne Le favole più belle[20]
- Herbert (ep. 14x17-st.18), Seamus (ep. 15x14-st. 18) e bibliotecario ne I Griffin
- Kif Kroker (st. 1-7) e Gorgac in Futurama[21]
- Waldo nei corti di Mr. Magoo
- Coil Man ne Gli Impossibili
- Klunk in Dastardly e Muttley e le macchine volanti
- Rambos in Tekkaman
- Autogatto in Mototopo e Autogatto (ridoppiaggio anni ottanta)
- Riccio ne Le avventure del bosco piccolo
- Jeebs in Men in Black
- Jaken in Inuyasha (stagione 1 e The Final Act)
- Elfi Whammie in The Life and Times of Juniper Lee
- Ondai in Oban Star-Racers
- Marvin Finklehimer ne Lo straordinario mondo di Gumball
- Pook in Gargoyles - Il risveglio degli eroi
- Orazio in Oggi a casa di Wimzie
- Dott. Clamp in Galactik Football
- Charlie in Banane in pigiama
- Hassim in Final Fantasy: La leggenda dei cristalli
- Bogel ne I 13 fantasmi di Scooby-Doo
- Capo ne La formica atomica
- Hiroshi Kochatani in Great Teacher Onizuka
- Personaggi vari in Squitto lo scoiattolo
- Galilei in Shin Getter Robot contro Neo Getter Robot
- Mitsuo Aritake in i-wish you were here - vorrei tu fossi qui
- Voce narrante in What a Cartoon!

### Film TV
- David Lewis in Un fantafilm - Devi crescere, Timmy Turner!, Un Fanta Natale[22]

## Direzione del doppiaggio

### Cinema
- Ricky - Una storia d'amore e libertà, Seduzione a rischio, Viaggio al centro della Terra, Polly torna a casa, L'anello dei moschettieri, Every Breath, Sulla pelle degli innocenti, Il mio amico Ele, Twogether, Pierino e il lupo, Il rifugio, Banlieue 13 Ultimatum, Re-Cycle, Boogeyman 3, The Killing Room

### Serie TV
- Three rivers, Boss, Split, Il matrimonio di Shelby, Carlos, Teen Angels, Miss XV - MAPS

### Serie animate
- Due fantagenitori, Cajou, Ken il guerriero: Le origini del mito, Capitan Flamingo, Jimmy Jimmy, Scan2Go, MegaMan NT Warrior Axess

### Film TV
- Seduzione mortale, Ricochet – La maschera della vendetta, Un fantafilm - Devi crescere, Timmy Turner!

## Discografia
- Giochi musicali (1974, Panda Records)
- Il meraviglioso circo del mare, con Elvio Monti (Two Nuns, 1976)
- M... come Musica (Titian Records, 1980)

### Collaborazioni
- Germana Dominici – La ballata dell'Aretino (Two Nuns, 1972): coautore delle musiche
- Enrico Lazzareschi – Corri cavallo / Sotto il canapé (King Universal, 1972): coautore delle musiche
- Renato Rascel - Nel mio piccolo (RCA Italiana, 1975): esegue L'amore è progressista con Franco Cremonini
- Aristi vari - Vroommm - Funk Cinematique (Plastic records, 1999): Blues Elena
- Max Gazzè - Una musica può fare remixes (VCI Recordings, 1999): voce in Feel the Beat Version